# Grupa Filmowa Baltmedia
Grupa Filmowa Baltmedia – polskie studio telewizyjno-filmowe powstałe w Sopocie w 1996. 
Jego założycielem był Krzysztof Grabowski. We wrześniu 2014 roku połączyło się z należącą do Grupy ATM spółką Profilm Sp. z o.o.

## Filmografia

### Producent
- 2008 - Ojciec Mateusz
- 2006 - Who Am I? (Kim jestem?)
- 2004 - Żołnierze wyklęci
- 1999 - Mój dom w dolinie
- 1991 - Das Schloss Marienburg in Malbork (Zamek w Malborku)

### Koproducent
- 2009 - Dzieci Ireny Sendlerowej
- 2008 - Father Jerzy
- 2008 - Moja Syberiada
- 2007 - Wojna i pokój (serial telewizyjny 2007)
- 2005 - Jan Paweł II (film)
- 2005 - Kopalnia soli w Wieliczce (interaktywny przewodnik multimedialny)

### Producent wykonawczy
- 2008 - Ojciec Mateusz
- 2008 - Father Jerzy
- 2008 - Euroheat
- 2008 - EC Harris
- 2008 - HSBC Bank Photo Session
- 2007 - Wojna i pokój (serial telewizyjny 2007)
- 2007 - Vemma Infomercial
- 2007 - Implix
- 2006 - Who Am I? (Kim jestem?)
- 2006 - The Trucks You Can Trust
- 2006 - Volvo Trucks Photo Session
- 2006 - Procter & Gamble Infomercial
- 2006 - Free People Summer Catalogue Photo Session
- 2005 - Jan Paweł II (film)
- 2005 - Proving Holiness
- 2005 - The Ship Rocknes
- 2005 - World Bank - Poland
- 2004 - Żołnierze wyklęci
- 2004 - The Virtual Edge
- 2004 - Our Trainspotting
- 2004 - RR Donnelly
- 2004 - Ancient Clues
- 2004 - Friends of Europe
- 2004 - Deutsche Bank Photo Session
- 2004 - Belvedere Humanitarian Awards
- 2004 - Spiegel TV Report
- 2003 - Multimedia Polska
- 2003 - Gemplus Pologne
- 2003 - Pravda Vodka
- 2003 - Polmos Lancut
- 2003 - Europe in the Middle Ages
- 2003 - One World
- 2003 - The August Stork Anniversary
- 2003 - McKinsey Vox pops
- 2002 - Chancellors, Crisis, Coalitions
- 2001 - Fritolay's Anniversary
- 2000 - Christmas Tree Ornaments
- 2000 - Washing Machines Manufacturing
- 1999 - Pipelife Poland
- 1999 - Mój dom w dolinie
- 1998 - Out of Faith
- 1998 - VTS Clima
- 1996 - Porta KMI
- 1991 - Das Schloss Marienburg in Malbork (Zamek w Malborku)